# Radimlja
Radimlja és una necròpoli de stećak ubicada prop de Stolac, Bòsnia i Hercegovina.
Es troba a Vidovo polje, a 3 km a l'oest de Stolac, a la carretera de Čapljina-Stolac. La necròpoli de Radimlja és un dels monuments més valuosos del període medieval dins Bòsnia i Hercegovina.
La majoria de les seves làpides stećak daten dels segles XV i XVI, tal com s'evidencia per l'epitafi en una d'aquestes, aproximadament el període quan la família Hrabren Miloradović vivia a Ošanići. Un registre de 1967 mostra que la necròpoli llavors tenia un total de 133 làpides.
Quan la carretera Čapljina-Stolac va ser construïda durant el període austrohongarès, la varen fer passar pel mig de la necròpoli: deixaren 11 tombes al nord i tota la resta al sud de la carretera. Aproximadament es varen destruir una vintena de tombes en el procés.
Un total de 63 estan decorades, en baix relleu, gravat o una combinació del dos. Els exemples més destacats són làpides rematades en gablet. Hi ha epitafis en cinc làpides referides a la família Hrabren Miloradović.
El lloc està en perill per la construcció d'edificis en les proximitats.

## Galeria

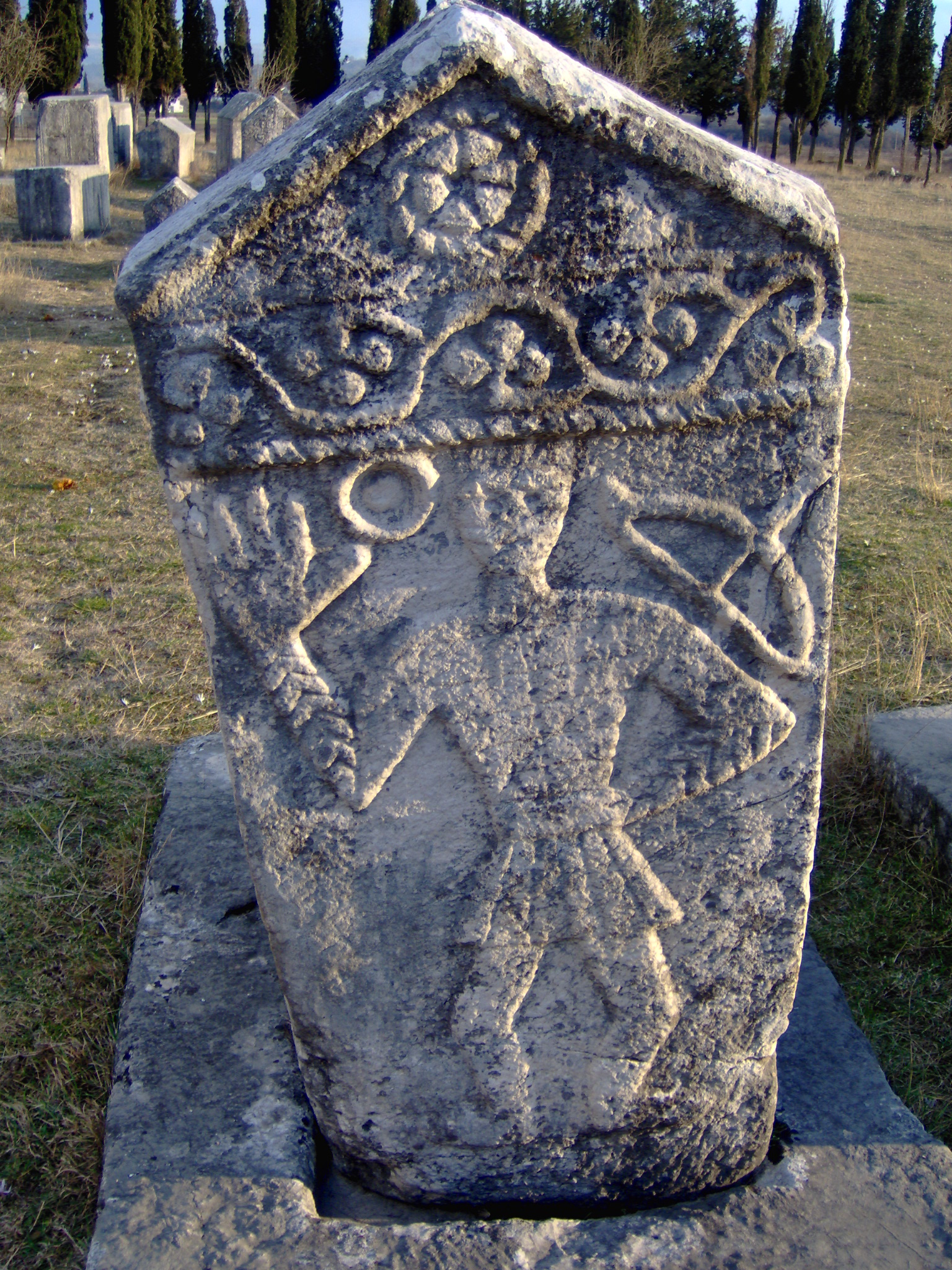
Stećka decorada
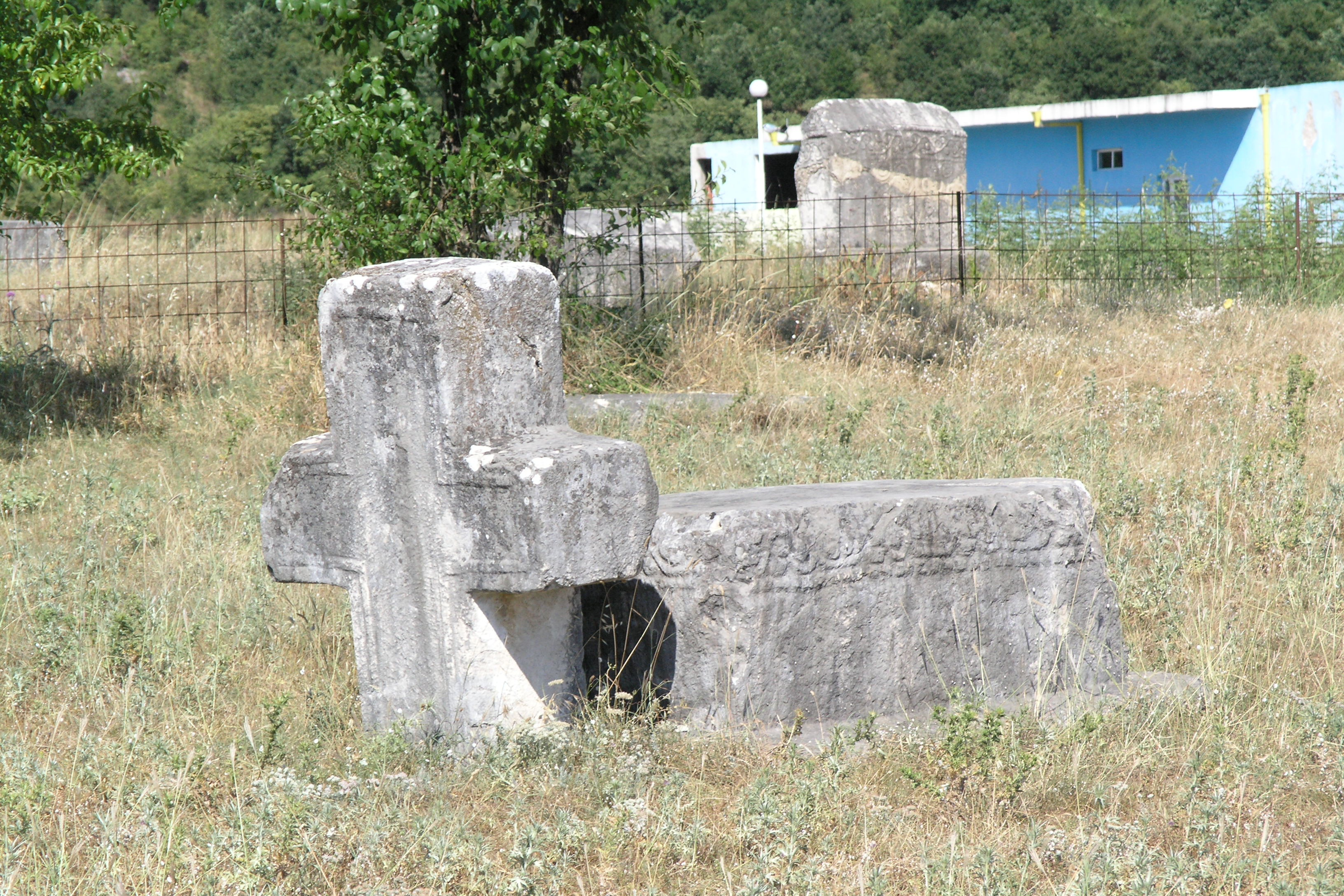
Stećak